# Lythrypnus spilus
 Lythrypnus spilus és una espècie de peix de la família dels gòbids i de l'ordre dels perciformes.

## Morfologia
Els mascles poden assolir els 2,5 cm de longitud total.

## Distribució geogràfica
Es troba des del sud de Florida i les Bahames fins a les Grans Antilles.